# Таневичи
Таневичи (бел. Танявічы) — деревня в Щучинском районе Гродненской области Республики Беларусь. Входит в состав Остринского сельсовета.
До 2013 года деревня входила в состав Новодворского сельсовета, который ныне является упраздненным.

## Топоним
Основа Тан известна в прибалтийско-литовском существительном, с ней связано имя собственное Танкунас, двуосновные антропонимы типа Tan-vil’as, Šal-tan’as. Она также есть в имени Салтанас, от которого образован топоним Салтанишки.

## Климат
Климат умеренный, с тёплым летом и мягкой зимой. Средняя температура в январе составляет минус 6,6-5 °C, а в июле — 17+-18+,2 °C. Зимой дуют южные ветры, летом — восточные и северо-восточные. Средняя скорость ветра составляет 3 м/с. Годовое количество осадков составляет 520—640 мм.

## Демография
1999 год — 155 чел
2010 год — 92 чел
2019 год — 36 чел